# Spaces
Spaces er en del af Apple's styrestystem OSX Leopard.
Du kan oprette f.eks. 4 skærme – og i de enkelte skærme placerer diverse programmer,
f.eks. have dine tekstbehandlingsprogrammer i et vindue, din chat og mail program i et andet osv.
Dermed har du et overskueligt skrivebord! Da kun de programmer vises der er placeret i det enkelte vindue.
Skift mellem vinduerne sker med Æble + piletasterne (op-ned-højre-venstre).
| Operativsystem | Spire Denne artikel relateret til styresystemer er en spire som bør udbygges. Du er velkommen til at hjælpe Wikipedia ved at udvide den. |